# 솔내옹기요
솥내옹기요는 대한민국 전라북도 진안군 백운면 평장리에 있는 요업시설이다. 2017년 6월 29일 진안군의 향토문화유산 제1호로 지정되었다.

## 개요
1960년대 초반 조성된 근대 요업시설로, 전통방식으로 전북 무형문화재 제57호 진안고원형옹기가 제작되고 있다.

## 같이 보기
- 진안고원형옹기장(옹기장) - 전라북도 무형문화재 제57호